# Subtractieve kleurmenging
Subtractieve kleurmenging ontstaat door selectieve absorptie van het witte licht door een of meer verschillende kleurstoffen. Deze kleurstoffen kunnen als kleine deeltjes dooreen gemengd zijn, zoals bij verf of inkt, of zij kunnen in achtereenvolgende transparante lagen zitten, zoals bij filters voor bijvoorbeeld theaterbelichting.
De term subtractief komt uit het Latijn: subtrahere betekent "aftrekken", wat bij deze vorm van kleurmenging plaatsvindt. Er wordt begonnen met wit en daar worden primaire kleuren vanaf gehaald. Dit is het tegengestelde proces van de additieve kleurmenging, waarbij licht van verschillende kleuren gemengd wordt.

## Drie primaire subtractieve kleuren
De primaire subtractieve kleuren zijn, wetenschappelijk benoemd, magenta, cyaan en geel. De eerste twee benamingen zijn in het dagelijks leven echter niet gebruikelijk, en men spreekt dan ook vaak over rood, blauw en geel. Ook magentarood en cyaanblauw worden wel eens gezegd.
De mengkleur is altijd donkerder dan de donkerste bronkleur doordat licht verloren gaat (maar zie partitieve kleurmenging). Bij transparante lakken, zoals gebruikt in de drukkunst, begint men met een witte ondergrond die dus wit licht reflecteert. Dit witte licht is een mengsel van licht van alle golflengten van het zichtbare spectrum, waaronder de lichtprimairen rood, groen en blauw, die de drie types kleurreceptoren van het menselijke oog prikkelen. Wanneer op de witte ondergrond een van de drie subtractieve primaire kleuren cyaan (Cyan), magenta (Magenta) en geel (Yellow) wordt aangebracht, wordt de complementaire kleur van die primaire kleur geabsorbeerd: dus respectievelijk de secundaire kleuren rood, groen en blauw. Worden cyaan en geel over elkaar aangebracht dan worden dus rood en blauw geabsorbeerd en blijft groen over. Bij cyaan en magenta worden rood en groen geabsorbeerd en resteert blauw. Bij geel en magenta worden groen en blauw geabsorbeerd en ziet men dus rood.

## Vierkleurendruk
Worden alle drie de primaire kleuren aangebracht dan wordt alle licht geabsorbeerd en is het resultaat in principe zwart. In de drukkerspraktijk is het resultaat echter een vuilbruine kleur, doordat de gebruikte inkten niet ideaal zijn. Om mooi zwart te krijgen, wordt apart zwart afgedrukt, wat het contrast verhoogt en daarmee ook de doortekening. Vandaar dat men spreekt van "vierkleurendruk". Zwart wordt afgekort met de letter K afkomstig van het Engelse woord Key (sleutel). Dit verwijst naar de Key-plate, de belangrijkste drukplaat in een pers die met zwarte inkt detail en contrast toevoegt aan een afdruk en waar de andere drukplaten op worden uitgelijnd.

## Partitieve kleurmenging
Bij het mengen van kleuren met ondoorzichtige verf, geruite weefsels, mozaïek, gekleurde segmenten op een draaiende tol belandt men in de partitieve kleurmenging, omdat de mengkleur dan donkerder is dan de helderste bronkleur en helderder dan de donkerste bronkleur.

## CMYK-kleursysteem
De afkortingen voor de afzonderlijke kleuren (Cyan, Magenta, Yellow en Key(zwart)(=sleutel)) geven het bij deze vorm van kleurmenging behorende systeem de naam CMYK.

## Secundaire subtractieve kleuren
primaire kleur · secundaire kleur · tertiaire kleur · complementaire kleur · kleurencirkel · partitieve kleurmenging · kleurcontrast · kleurtemperatuur

kleurcodering · kleurruimte · CIELAB · CMYK · HSL/HLS · HSV/HSB · HTML-kleuren · NCS · Pantone PMS · RAL · RGB · YIQ · YUV · YPbPr